# Heer-Land
Koordinaten: 77° 47′ N, 17° 53′ O
Heer-Land ist ein Gebiet auf der Insel Spitzbergen, die zu Svalbard gehört. Das Gebiet liegt im Südosten von Nordenskiöld-Land und an der Grenze der als Management Area 10 bezeichneten Region, in der sich auch Touristen frei bewegen dürfen, weswegen begleitete Ausflüge von Longyearbyen an den Storfjord oft an seiner Nordgrenze vorbeiführen – an der Küste können oft Eisbären beobachtet werden, was das Ziel vieler Touristen ist. 

## Geografie
Im Nordosten grenzt Nordenskiöld-Land an Heer-Land, im Norden an Sabine-Land. Der Westen wird vollständig vom Storfjorden eingenommen, im Süden schließen sich Torell-Land und Nathorst Land an. Die inneren Buchten vom Van Mijenfjorden grenzen an Heer-Land. Das Gebiet ist von Gletschern durchzogen. Es gibt keine Siedlungen.

## Etymologie
Heer-Land ist nach Oswald Heer (1809–1883) benannt, einem schweizerischen Botaniker, Paläobotaniker und Entomologen, der sich unter anderem mit den fossilen Pflanzen Svalbards befasste. Heer war Professor an der Universität Zürich.